# Somalarthrocera semirufa
Somalarthrocera semirufa là một loài bọ cánh cứng trong họ Meloidae. Loài này được Fairmaire in Revoil miêu tả khoa học năm 1882.